# Eerebegraafplaats Bloemendaal
De Eerebegraafplaats Bloemendaal (ook Erebegraafplaats Bloemendaal of Ereveld Bloemendaal) is een erebegraafplaats in de Kennemer duinen, aan de Zeeweg in Overveen in de Nederlandse gemeente Bloemendaal. Hier liggen 372 Nederlandse verzetsstrijders begraven, onder wie Theo van Gogh, Walraven van Hall, Johannes Post, Marinus Post, Hannie Schaft, Johan Brouwer, Willem de Tello, Willem Arondeus en Gerrit Jan van der Veen. De slachtoffers zijn tijdens de Tweede Wereldoorlog door de Duitsers op verschillende plaatsen in de Kennemerduinen begraven, na daar of elders in Noord-Holland, zoals fusilladeplaats Rozenoord te zijn gefusilleerd.
Op in totaal 45 locaties in de duinen zijn 422 slachtoffers gevonden. Van hen zijn 347 herbegraven op de Eerebegraafplaats Bloemendaal; de overigen zijn bijgezet in een familiegraf, of zijn herbegraven in de gemeente van herkomst.

## Geschiedenis
Tot het oprichten van de Eerebegraafplaats Bloemendaal werd in 1945 besloten. Voorzitter van het Comité tot Stichting van een Eeregrafhof was Piet Verburg. De architecten Gerard Holt en Auke Komter maakten een ontwerp. Dit ontwerp omvatte een overdekte zuilengang en een aula. Begonnen werd aan de uitvoering van het grafveld zelf, gevolgd door een omheining. Voor de verdere voltooiing werd gevraagd aan te sluiten bij een nationaal initiatief in 1949 om geld in te zamelen voor alle nationale oorlogsmonumenten gezamenlijk. Deze inzameling leverde minder op dan verwacht en de tijd verstreek zodat Komter in 1949 een eenvoudiger eindafwerking maakte voor de voltooiing van het geheel waarbij de omliggende natuur zelf een grotere rol in de verering speelde.

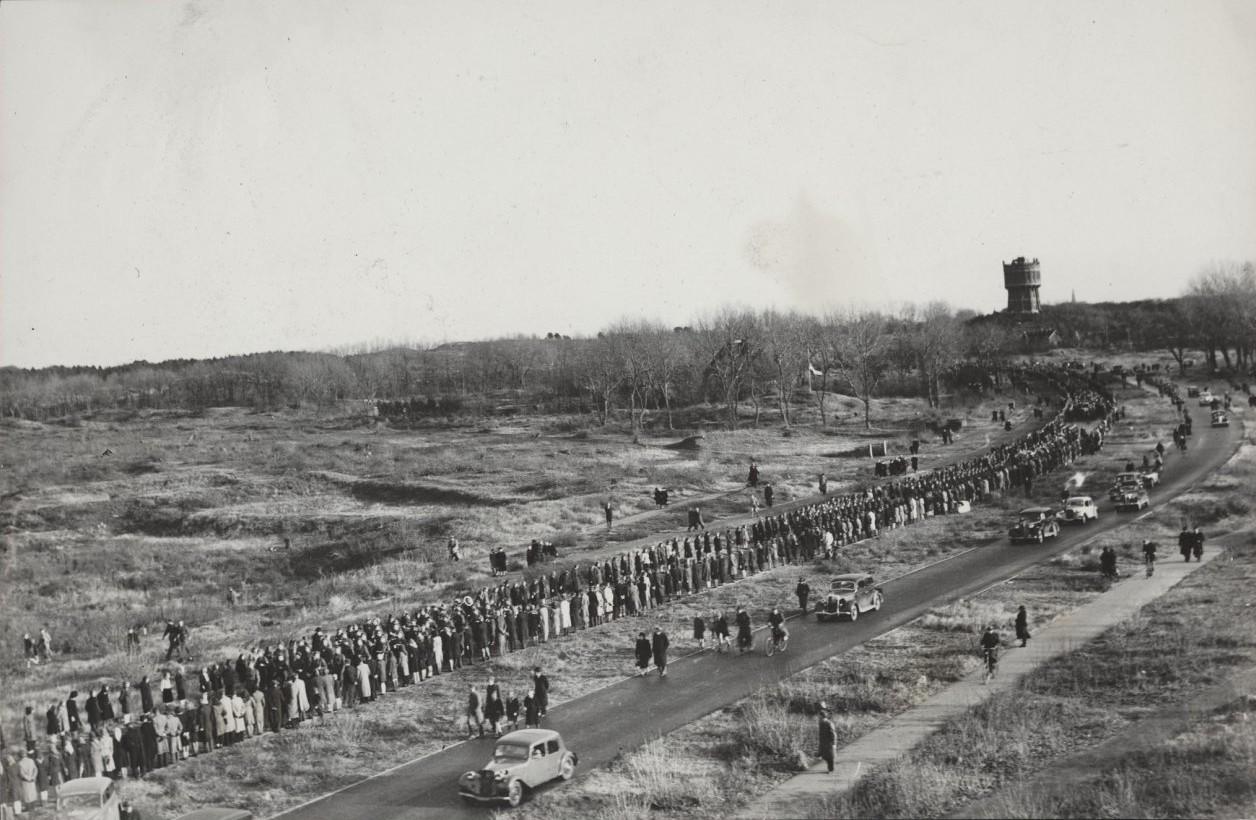
Eerbetoon van duizenden mensen bij de herbegrafenis van Hannie Schaft op 27 november 1945.

Op 27 november 1945 werd de erebegraafplaats ingewijd met de herbegrafenis van Hannie Schaft vanuit de Grote Kerk in Haarlem, in het bijzijn van koningin Wilhelmina, prinses Juliana en prins Bernhard, gevolgd door een stoet van duizenden mensen.
Vanaf 1945 werd ook gezocht naar andere locaties waar slachtoffers begraven zouden kunnen liggen, om de lichamen op ereveld Bloemendaal te kunnen herbegraven. Sommige slachtoffers die later zijn gevonden hebben wel een grafsteen op het ereveld maar zijn begraven in een familiegraf.
De erebegraafplaats werd 31 oktober 1953 voltooid met het aanbrengen van de gedenkplakkaten in aanwezigheid van minister-president Drees. Op 9 december 1955 vond de laatste herbegrafenis plaats.

## Herdenkingen

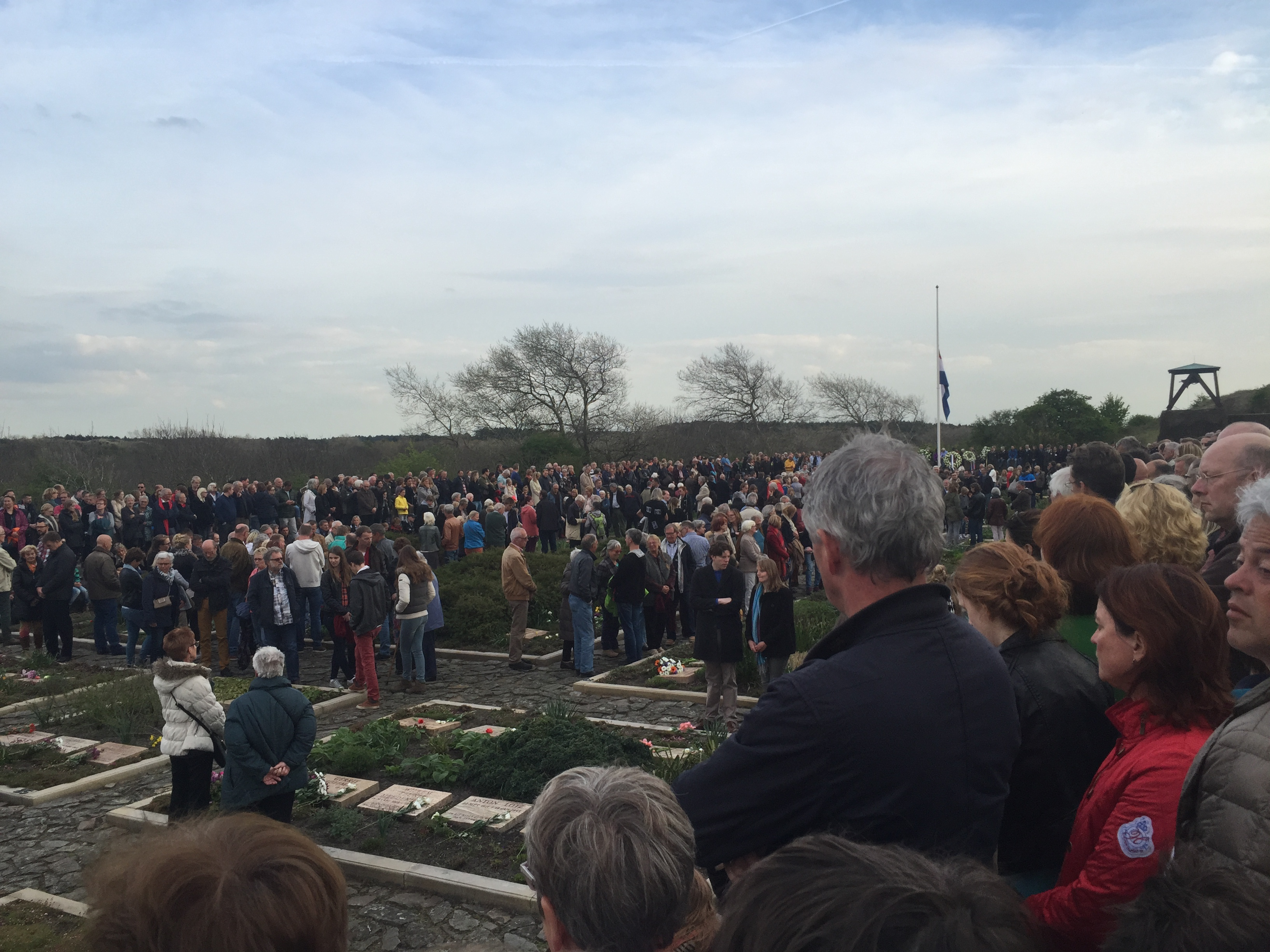
Nationale Dodenherdenking, 2015

De Eerebegraafplaats is dagelijks geopend. Het eerste jaar na de opening bezochten duizenden mensen per dag de begraafplaats. Op 4 mei wordt de Nationale Dodenherdenking op de begraafplaats gehouden. De twee minuten stilte wordt voorafgegaan door een stille tocht om 19.00 uur vanaf de watertoren in Overveen waaraan duizenden mensen deelnemen. De herdenking werd in 1954 op de radio uitgezonden, met een toespraak door Lou de Jong. In 1965, 1970, 1985 en 1998 werd de herdenking rechtstreeks uitgezonden op de landelijke televisie.
Jaarlijks werd op de erebegraafplaats op 27 november ook een herdenking van Hannie Schaft gehouden. In 1951 leidde dit tot controverse doordat de herdenking als een communistische manifestatie werd gezien. Een stoet van 5000 mensen werd bij de Eerebegraafplaats met vier tankwagens tegengehouden. Tegenwoordig vindt er een Nationale Hannie Schaft-Herdenking plaats in Haarlem op de laatste zondag van november. Voorafgaand wordt het graf bezocht.
Op 5 februari vindt jaarlijks de herdenking plaats van de gefusilleerden van het eerste Paroolproces. Tot en met 2014 vond op 10 mei de jaarlijkse herdenking van ex-politieke gevangenen uit de bezettingstijd plaats. Deze herdenking is per 10 mei 2014 voor het laatst gehouden.

## Monumenten
Het complex is sinds 2010 rijksmonument. De begraafplaats zelf is grotendeels opgetrokken uit Maulbronner zandsteen. Deze werd aangevoerd vanuit Otterlo en was voor de oorlog bedoeld voor het Kröller-Müller Museum door architect Henry van de Velde. Het grote oorspronkelijke museumgebouw werd echter destijds niet gerealiseerd. De flagstones van Limburgs carbon-zandsteen voor de paden werden in de Heimansgroeve en Kampgroeve gewonnen en per trein aangevoerd. De grafvakken werden aanvankelijk bedekt met compost en voorzien van bloemen en planten door kwekers uit de omgeving ter beschikking gesteld. In mei 1947 werden de graven voorzien van zerken en vakomrandingen van het in Nederland zeldzame Obernkirchener zandsteen.

### Graven
De graven op het ereveld staan in 41 grafvakken. Deze grafvakken komen overeen met de groepsgraven die de Duitse bezetters in de duinen hadden gecreëerd. Veel graven zijn voorzien van een graftekst. Deze zijn in overleg met de dichter Martinus Nijhoff en familie opgesteld.

### Gedenkplakkaten

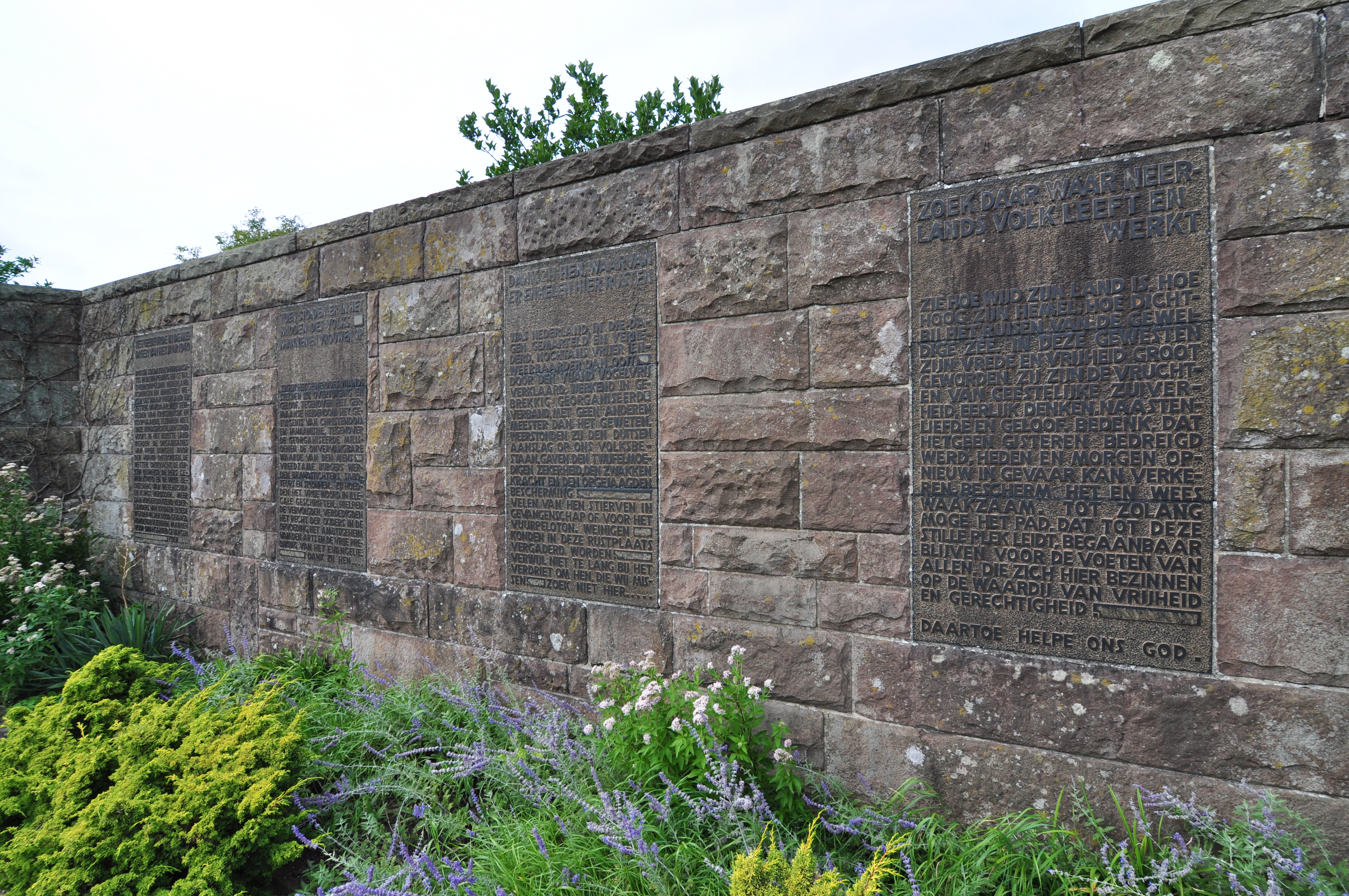
Eerebegraafplaats Bloemendaal – stenen met tekst

Op de muur langs het ereveld zijn vier plakkaten aangebracht met het Bericht aan de levenden door H.M. van Randwijk, oprichter van de destijds illegale verzetskrant Vrij Nederland. Randwijk maakte voor dit monument zowel een tekst in proza- als poëzievorm. De poëzievorm is niet gekozen. Deze is later toch zeer bekend geworden met de regels 'Een volk dat voor tirannen zwicht, zal meer dan lijf en goed verliezen, dan dooft het licht.'

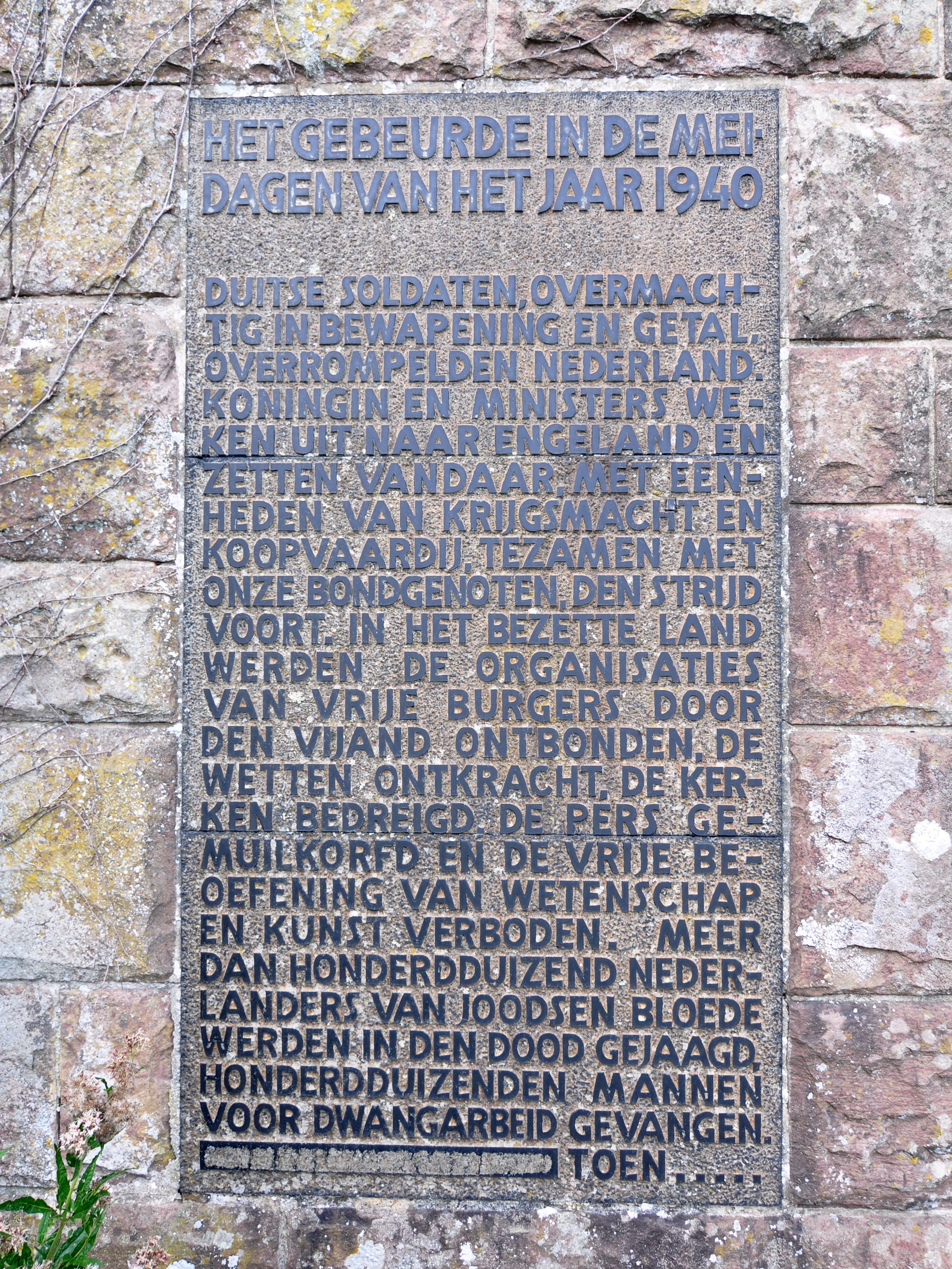
1. Het gebeurde in de meidagen van het jaar 1940
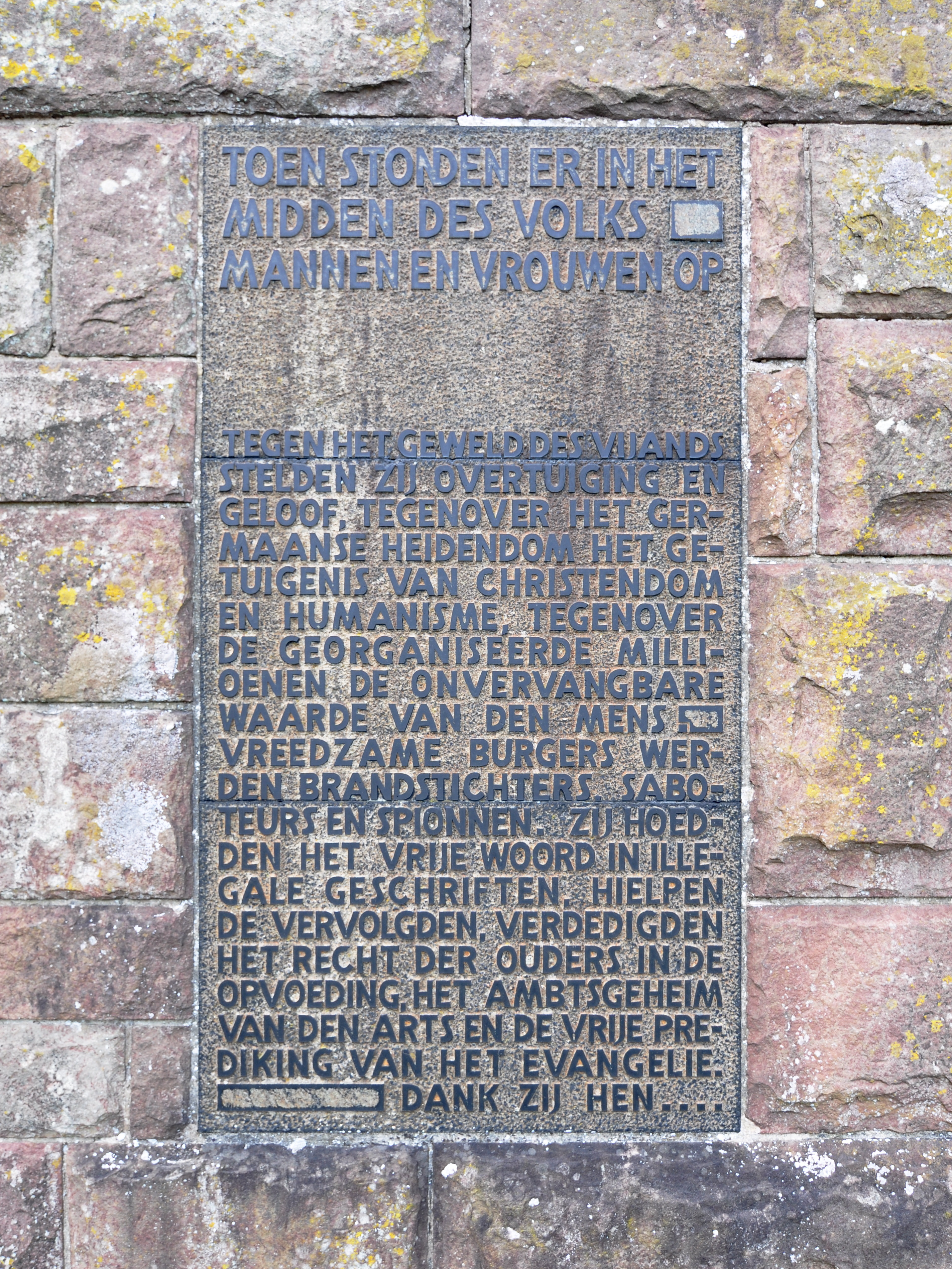
2. Toen stonden er in het midden des volks mannen en vrouwen op
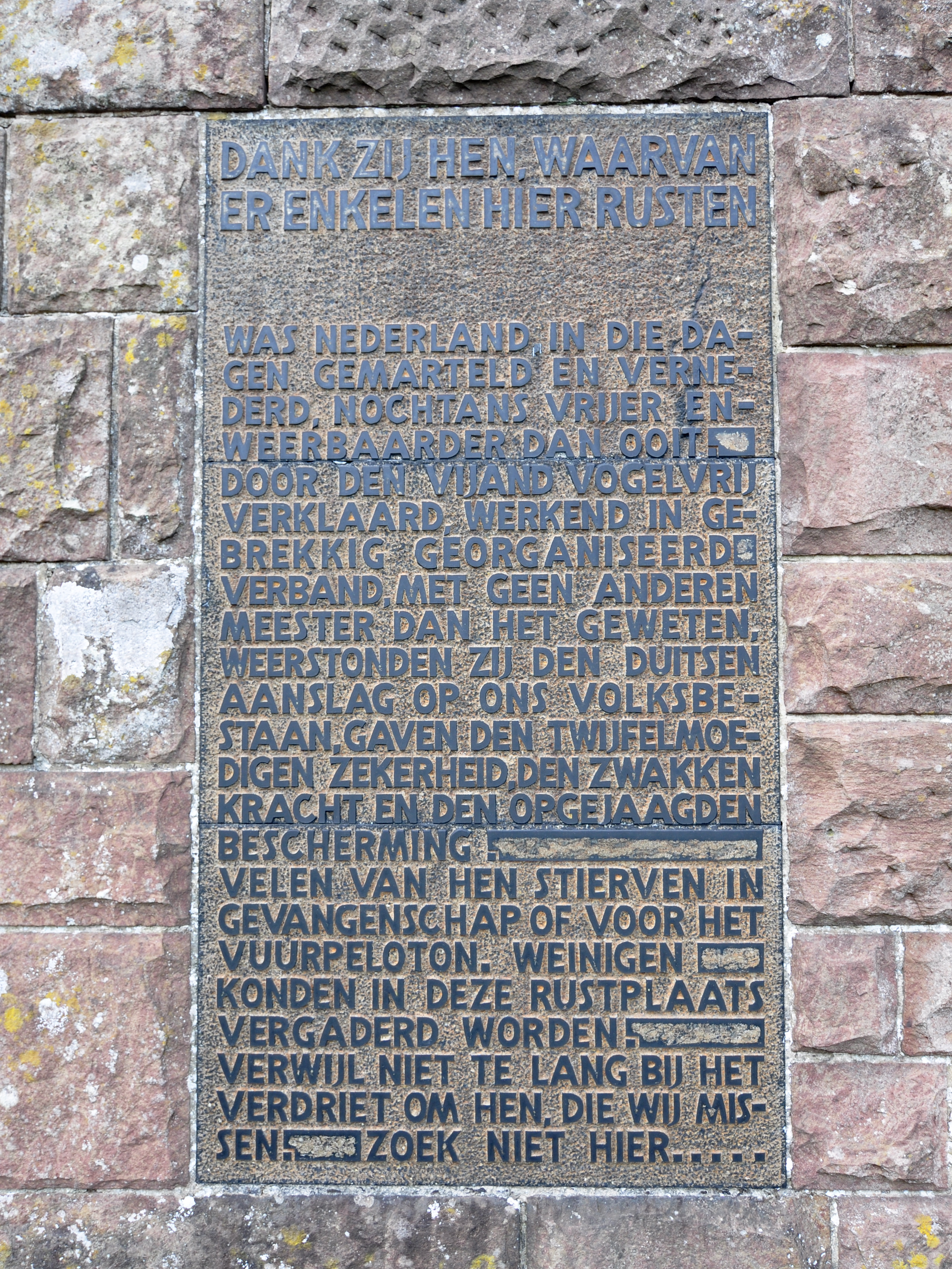
3. Dankzij hen, waarvan er enkelen hier rusten
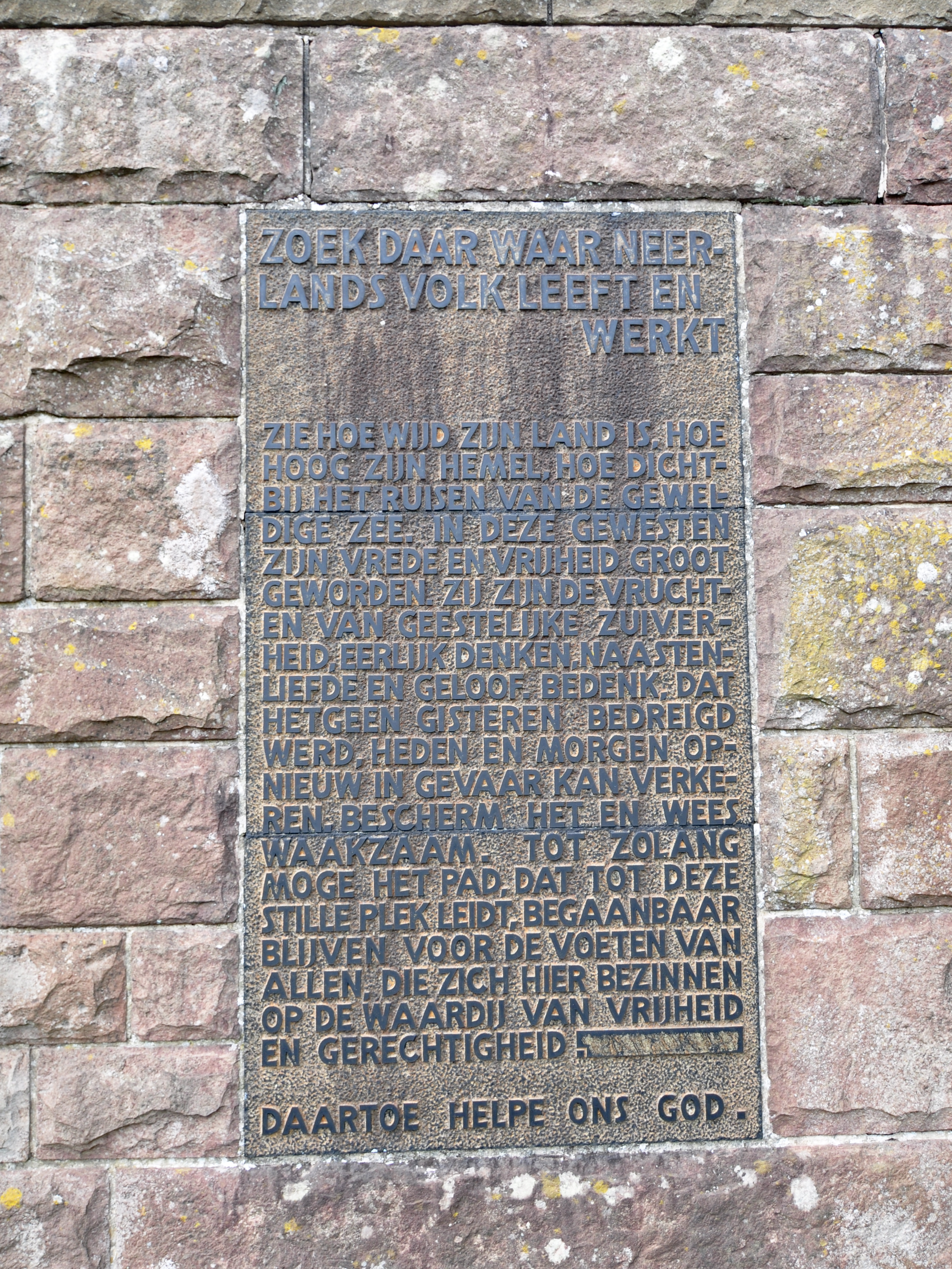
4. Zoek daar waar Neerlands volk leeft en werkt

### Urn

Bronzen urn

De 2,5 meter hoge urn bij de ingang is ontworpen door Oswald Wenckebach. De urn bevat as van 81 verzetsmensen die in 1944 zijn gecremeerd in het crematorium Westerveld in Driehuis. Ook bevat de urn as uit de verbrandingsoven van concentratiekamp Vught.

Houten kruis
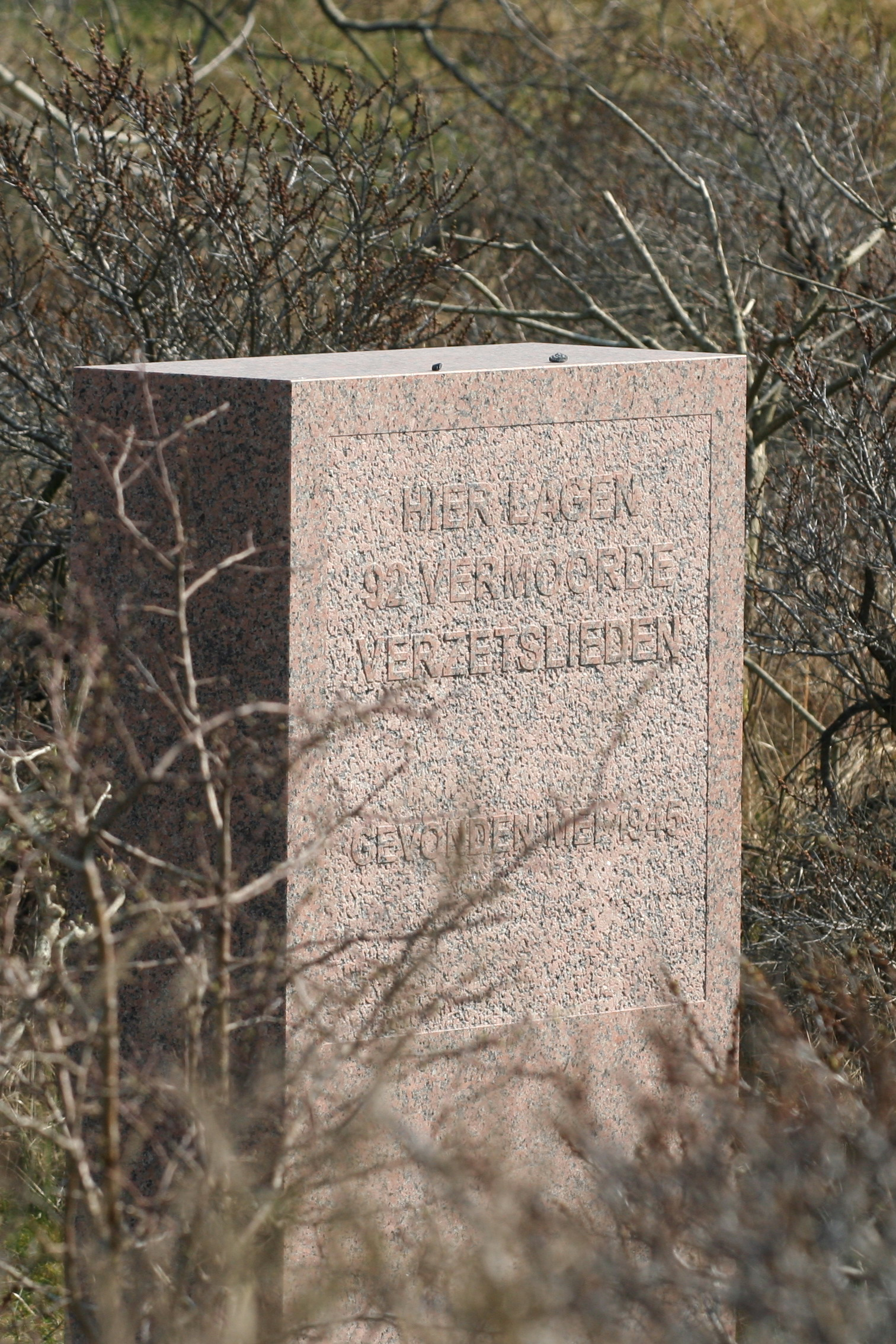
Een van de zes gedenkstenen bij de vindplaatsen
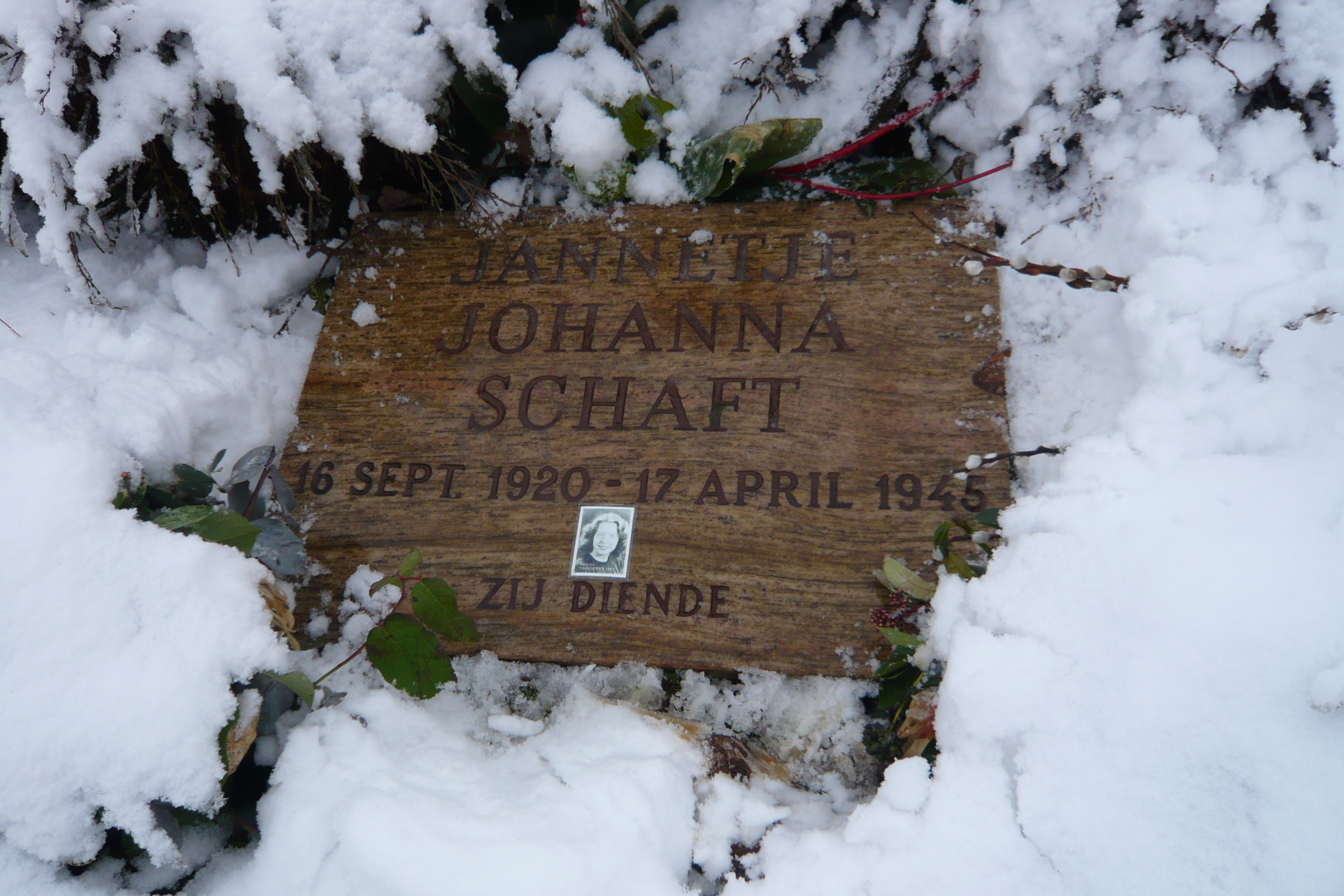
Grafsteen van Hannie Schaft

### Gedenkstenen
Bij de 45 locaties waar de lichamen van de verzetsstrijders teruggevonden werden, zijn de herinneringsmonumenten de acht gedenkstenen geplaatst.

## Lijst van begraven personen
Enkele bekende verzetsstrijders die hier begraven zijn:
| - Arie Addicks - Willem Arondeus - Markus Assies - Binnert Philip de Beaufort - Jo Blaauwgeers - Dirk Bons - Jan Bottema - Walter Brandligt - Johan Brouwer - Theodorus Dubois - Frans Duwaer - Hilbert van Dijk - Leo Herman Frijda | - Hans Geul - Theo van Gogh - Kees de Groot - Jan van Hanxleden Houwert - Walraven van Hall - Lodewijk van Hamel - Johannes Hoogendoorn - Cor ten Hoope - Wilco Jiskoot - Hendrik Roelof de Jong - Gerrit Kleisen | - Wibo Sjerp Lans - Willem Lengton - Hugo van Lennep - Johan Limpers - Frederik Nieuwenhuijsen - Bob Oosthoek - Johannes Post - Marinus Post - Henk Raak - Rens Rempt - Koen Rozendaal - Ada van Rossem - Albert Jan Rozeman | - Hannie Schaft - Johan Schimmel - Johan Schippers - Jan van der Sloot - Wim Speelman - Jacques Stil - Antonius Otto Hermannus Tellegen - Willem de Tello - Gerrit Jan van der Veen - Cornelis van der Vegte - Jan Niklaas Veldman - Han van Zomeren |